# Alexei Mateevici
Alexe (ou Alexei) Mateevici (27 mars 1888 - 24 août 1917) est l'un des poètes roumains les plus importants de la Bessarabie.

## Biographie
Il est né à Căinari dans l'est de la Bessarabie, qui fut à l'époque une partie de l'Empire russe, est qui est maintenant en République de Moldavie. Il étudia à l'école théologique de Chişinău et publia plusieurs poèmes (Ţăranii (paysants), Eu cânt (je chante), Ţara (le pays)) dans le journal Basarabia, où il publia aussi 2 articles sur le folklore moldave. Mateevici publia, plus tard, de nombreux articles sur la religion en Moldavie.
Mateevici est allé étudié à l'académie théologique de Kiev, où il fut diplômé en 1914. La même année, il se maria avec Teodora Borisovna Novitski. Il retourna ensuite à Chişinău où il devint enseignant de grec à l'école théologique. 
Le 24 août 1917, il meurt du typhus, à l'âge de 29 ans. 